# Lasiopetalum compactum
Lasiopetalum compactum är en malvaväxtart som beskrevs av Paust. Lasiopetalum compactum ingår i släktet Lasiopetalum och familjen malvaväxter. Inga underarter finns listade i Catalogue of Life.